# Daan Olivier
Daan Olivier (* 24. November 1992 in Oegstgeest) ist ein niederländischer Straßenradrennfahrer.

## Karriere
Daan Olivier gewann 2010 in der Juniorenklasse mit seinem Team das Mannschaftszeitfahren bei Liège–La Gleize und wurde Zweiter der Gesamtwertung. Außerdem wurde er auch Gesamtzweiter beim GP Rüebliland. Seit 2011 fährt er für das Rabobank Continental Team. In seinem zweiten Jahr dort gewann er mit dem Team das Mannschaftszeitfahren der Thüringen-Rundfahrt, wo er auch Gesamtfünfter wurde. Kurz darauf belegte er bei der niederländischen Meisterschaft den dritten Platz im Straßenrennen der U23-Klasse. Ende der Saison 2012 fuhr Olivier für das Rabobank Cycling Team als Stagiaire.

## Erfolge
2012
- Mannschaftszeitfahren Thüringen-Rundfahrt

## Teams
- 2011 Rabobank Continental Team
- 2012 Rabobank Continental Team
- 2012 Rabobank Cycling Team (Stagiaire)
- 2013 Rabobank Development Team
- 2014 Team Giant-Shimano
- 2015 Team Giant-Alpecin (bis Juni 2015)
- 2016 De Jonge Renner
- 2017 Team Lotto NL-Jumbo
- 2018 Team Lotto NL-Jumbo
- 2019 Team Jumbo-Visma